# Савельев, Евгений Петрович
Евгений Петрович Савельев (1918—2004) — Гвардии полковник Советской Армии, участник Великой Отечественной войны, Герой Советского Союза (1944).

## Биография
Родился 22 июля 1918 года в селе Гостешево (ныне — Жуковский район Калужской области). После окончания восьми классов школы и школы фабрично-заводского ученичества работал токарем. Занимался в аэроклубе в Подольске. 
В 1939 году был призван на службу в Рабоче-крестьянскую Красную Армию. В 1940 году окончил Качинскую военную авиационную школу пилотов. С начала Великой Отечественной войны — на её фронтах. В боях два раза был ранен.
К концу октября 1943 года гвардии старший лейтенант Евгений Савельев был заместителем командира эскадрильи 106-го гвардейского истребительного авиаполка 11-й гвардейской истребительной авиадивизии 1-го гвардейского смешанного авиакорпуса 17-й воздушной армии 3-го Украинского фронта. К этому времени совершил 244 боевых вылета, принял участие в 47 воздушных боях, сбив 10 вражеских самолётов лично и ещё 1 — в составе группы (по наградным документам число побед указано больше — 13 личных и 3 групповых).
Указом Президиума Верховного Совета СССР «О присвоении звания Героя Советского Союза офицерскому составу военно-воздушных сил Красной Армии» от 4 февраля 1944 года за «образцовое выполнение боевых заданий командования на фронте борьбы с немецкими захватчиками и проявленные при этом отвагу и геройство» был удостоен высокого звания Героя Советского Союза с вручением ордена Ленина и медали «Золотая Звезда» за номером 2832.
К 9 мая 1945 года совершил более 250 боевых вылетов, провёл около 60 воздушных боёв, сбил 12 самолётов противника лично и 1 в составе группы. Участвовал в Параде Победы.
После войны продолжал службу в Советской Армии. В 1949 году окончил Высшие лётно-тактические курсы усовершенствования офицерского состава, в 1955 году — Военно-воздушную академию. В 1969 году в звании полковника он был уволен в запас. 
Проживал и работал в Подольске. Активно занимался общественной деятельностью. Скончался 14 июня 2004 года, похоронен на кладбище «Красная Горка» в Подольске.
Память
Был также награждён тремя орденами Красного Знамени, двумя орденами Отечественной войны 1-й степени, орденом Красной Звезды и рядом медалей.